# Drug Enforcement Administration
La Drug Enforcement Administration (DEA, traducibile liberamente come Organo per l'applicazione delle politiche sulle droghe) è un'agenzia federale antidroga statunitense facente capo al Dipartimento della giustizia degli Stati Uniti d'America per combattere il traffico di sostanze stupefacenti e far rispettare la legge sulle sostanze controllate (Controlled Substances Act del 1970).
La DEA non è l'unica agenzia federale a far rispettare le leggi antidroga: essa divide la sua giurisdizione con l'FBI; l'agenzia ha anche la responsabilità per condurre e perseguire le indagini statunitensi all'estero.

## Storia
Nel 1973 il piano di riorganizzazione numero due del presidente Richard Nixon propose la creazione di una sola agenzia federale per fare rispettare le leggi federali sulla droga e il Congresso accettò la proposta, a causa della crescente disponibilità di droga.
Il 1º luglio 1973 l'ufficio dei narcotici e droghe pericolose (Bureau of Narcotics and Dangerous Drugs) (BNDD) e l'ufficio per il rispetto delle leggi sugli abusi di droga (Office of Drug Abuse Law Enforcement) (ODALE) si unirono insieme e formarono la DEA.

## Funzioni e compito
Ha il compito di vigilare e controllare il rispetto delle leggi e delle regolamentazioni degli Stati Uniti sulle sostanze destinate ai criminali e al sistema giudiziario civile degli Stati Uniti, o un'altra autorità competente, organizzazioni e membri delle organizzazioni, coinvolti nello sviluppo, fabbricazione o di distribuzione di sostanze controllate o apparentemente in destinazione per traffici illeciti negli Stati Uniti; a consigliare e supportare programmi non-applicati mirati a ridurre la disponibilità delle sostanze controllate illecite nei mercati interni e esteri.
Nell'eseguire la sua missione come altre agenzie responsabile per fare rispettare le leggi di controllo delle sostanze e le regolamentazioni degli Stati Uniti, le primarie responsabilità della DEA includono:
- Investigazione e preparazione per la querela delle maggiori violazioni delle leggi di controllo delle sostanze condotte a livelli interstatali e internazionali.
- Investigazione e preparazione per la querela di criminali e bande di droga che perpetrano nelle nostre comunità terrorizzando la cittadinanza attraverso paura e intimidazione
- Gestione di un programma d'informazioni nazionale sulla droga in cooperazione con ufficiali federali, statali, locali e internazionali a raccogliere, analizzare e diffondere strategia e operatività ricerca informazioni sulla droga.
- Confisca e penalizzazione di beni ricavati da rintracciare, deliberatamente a essere utilizzati per traffici illeciti di droga.
- Coordinazione e cooperazione con ufficiali di applicazione della legge federali, statali e locali su sforzi comuni di applicazione della droga e miglioramento di sforzi simili.
- Coordinazione e cooperazione con agenzie locali, statali e federali, e con governi internazionali, in programmi intenzionati a ridurre la disponibilità di abusi di droga di tipo illecito sul mercato statunitense.
- Responsabilità, sotto la guida politica del Segretario di Stato e ambasciatori statunitensi, per tutti i programmi associati con le agenzie di applicazioni simili nelle nazioni straniere.
- Relazioni con le Nazioni Unite, Interpol e altre organizzazioni su materie riguardo a programmi internazionali di controllo della droga. In Italia una parte della sua missione è svolta dalla Guardia di Finanza.

## Organizzazione
Il capo della DEA è nominato dal Presidente e confermato dal Senato. Il capo risponde al ministro della giustizia, ed è assistito dal vice direttore, capo operazioni, capo ispettore, assistenti amministratori per la divisione supporto operazioni, divisione risorse umane. Altro personale maggiore: capo ufficio finanziario e capo del consiglio. Il capo e il vice capo sono gli unici nella DEA con nomina presidenziale; gli altri ufficiali sono di carriera.
La DEA ha il suo quartier generale a Arlington, Virginia, vicino al Pentagono. L'accademia DEA, insieme a quella dell'FBI, si trova nella base del Corpo dei Marine di Quantico, Virginia. Essa mantiene 21 zone di divisione nazionale con 237 uffici di zona e 80 uffici internazionali in 58 nazioni. Con un budget di circa 3,280 miliardi di dollari essa impiega circa 9.848 persone di cui circa 5.000 agenti speciali.

## Armi in dotazione
La principale arma in dotazione agli agenti della DEA è la Glock 22 e 23 calibro .40 S&W, o anche la Glock 27 e la SIG Sauer Pro, sempre calibro.40 S&W. Gli agenti DEA hanno anche la possibilità di usare la Smith & Wesson M&P (Military and Police). La Heckler & Koch UMP è la pistola mitragliatrice standard. Sono utilizzati come fucili a pompa il Benelli M3, il Remington 870, e il Mossberg 500. Come fucile d'assalto vengono utilizzati L'M4 della Rock Rivers Arms, il SIG 552 e il Colt CAR-15.

## Apparizioni nei media
- L'agenzia è una presenza costante e fondamentale nelle serie televisive Breaking Bad, Narcos e nella serie spin-off di quest’ultima, ovvero Narcos: Messico, incentrata sulla storia del Cartello di Guadalajara. Riveste ruoli di discreta importanza in Lethal Weapon ed El Chapo. Compare, inoltre,  nella serie complementare di Breaking Bad Better Call Saul, dove copre un ruolo decisamente meno determinante.
- Nel film Cani sciolti l'attore Denzel Washington è un agente della DEA sotto copertura.
- Nel film Come ti spaccio la famiglia l'attore Nick Offerman è un agente della DEA.
- Nel film documentario Narcos: Trappola in Colombia due agenti della DEA sono mandati per indagini in Colombia nel 1982, ma vengono rapiti da un pericoloso trafficante di droga.
- Nel film Léon l'attore Gary Oldman interpreta Stansfield, un corrotto e psicotico comandante della DEA.
- Nel film Il corriere - The Mule, il protagonista viene arrestato dalla DEA.
- Nel film Sabotage l'attore Arnold Schwarzenegger interpreta un agente della DEA.